# Elsa Dorlin
Elsa Dorlin, née en 1974, est une philosophe française. Ses travaux de recherche portent sur les épistémologies féministes, l’historicité du sexe, les sexualités, le sujet politique du féminisme.

## Biographie
En 2004, Elsa Dorlin soutient sa thèse de philosophie Au chevet de la Nation : sexe, race et médecine : XVIIe – XVIIIe siècles à l'université Paris-Sorbonne. De 2005 à 2011, elle est maîtresse de conférences en histoire de la philosophie, histoire des sciences, à l'UFR de philosophie de l'université Panthéon-Sorbonne.
Elle est nommée professeure des universités en 2011 et enseigne la philosophie politique et sociale à l'université Paris-VIII. Depuis 2021, elle a été nommée professeure de philosophie politique contemporaine au département de philosophie de l'Université Toulouse Jean Jaurès et co-dirige l'équipe de recherche ERRAPHIS.
En 2009, elle reçoit la médaille de bronze du CNRS (section 35) pour l'ensemble de ses travaux sur la philosophie et le genre et l'épistémologie féministe.
En 2010-2011, elle est Visiting Associate Professor dans le Critical Theory Program à l'université de Californie à Berkeley. En 2018-2019, elle est Abigail R. Cohen Senior Fellow du Columbia Institute for Ideas & Imagination et, la même année, elle reçoit pour son livre Se Défendre. Une philosophie de la violence, le prix Frantz Fanon de la Caribbean Philosophical Association.
En 2020-2021, elle est résidente à la Fondation Camargo (Core Program) à Cassis.

## Philosophie
En 2006, elle publie La Matrice de la race, ouvrage issu de sa thèse d'histoire de la philosophie. Dans cet ouvrage, Elsa Dorlin montre comment la domination entre les sexes et entre les races s'appuie sur le discours médical depuis l'Antiquité. Le corps des femmes est d'abord un corps malade. Il devient un corps sain qui incarne la mère allaitante et le corps nation au XVIIIe. Elsa Dorlin montre que la médecine coloniale pense le corps des peuples dominés, malades.
En 2008, la philosophe publie Sexe, genre et sexualité dans lequel elle détaille de multiples théories féministes, déconstruisant l’historicité du sexe ancrée dans un système d’hétérosexualité reproductive et de bipolarisation du genre structurés par des processus à la fois médical, social et politique d’assignation au sexe biologique. Elsa Dorlin interroge ces lectures sur la question coloniale, et l’enjeu d’effémination comme technologie d’asservissement des populations colonisées ou esclaves au cours du XIXe siècle. Ce tour d’horizon l'amène à critiquer les catégories de sexe et de genre, insérées dans des rapports de domination plus vastes. Son étude permet d’esquisser les contours de différentes théories en France : l’épistémologie féministe, le féminisme post-moderne et la théorie queer.
2008 est également l'année de publication du recueil qu'elle dirige, Black Feminism. Anthologie du féminisme africain américain 1975-2000, chez L'Harmattan qui rassemble les textes majeurs du Black feminism contemporain accessibles en français.
En 2017, Elsa Dorlin publie Se défendre. Une philosophie de la violence, récompensé par le prix Fanon 2018 et le prix de l’Écrit social 2019. Dans son étude, elle analyse les mécanismes de désarmement de certains corps relatifs à une historicité des rapports de domination raciaux et de genre. Philosophe foucaldienne, elle s’intéresse à la politisation des corps organisée par l’enseignement de techniques martiales d’autodéfense telles que le ju-jitsu ou le krav-maga, et aux minorités physiquement opprimées. Cependant, selon d'autres sources, le krav-maga permettrait également aux femmes de se défendre en cas d’agression ou de menaces,,.

## Concepts
Elsa Dorlin avance divers concepts. Elle a notamment créé le concept de « dirty care » ou « care » négatif : suite à des violences psychologiques ou physiques, l'individu, souvent de sexe féminin, peut développer une hyperattention à l'autre, afin d'anticiper et de désamorcer les attaques. Cela crée une charge cognitive épuisante et un défaut d'attention à ses propres besoins et à son développement personnel.

## Publications

### Ouvrages
- L'évidence de l’égalité des sexes : une philosophie oubliée au 17e siècle, Paris, L’Harmattan, 160 p., coll. « Bibliothèque du féminisme », 2001.
- La matrice de la race : généalogie sexuelle et coloniale de la nation française, Paris, La Découverte, coll. « Textes à l’appui / Genre et sexualité », 2006, 308 p.
- Sexe, genre et sexualités : introduction à la théorie féministe, Paris, PUF, coll. « Philosophies », 2008, 153 p. Nouvelle édition revue en 2021.
- Se défendre : une philosophie de la violence, Paris, La Découverte, 2017, 252 pages[16],[17], traduit en anglais, Self Defense: A Philosophy of Violence (par Kieran Aarons, éd. Verso) 2022, en espagnol Autodefensa, una filosofia de la violencia (par Margarita Martínez, éd. Txalaparta), 2019, et en portugais Autodefesa: Uma filosofia da violência (par Jamille Pinheiro Dias et Raquel Camargo, éd. Ubu Editora), 2020.

### Direction et participation à des ouvrages collectifs
- Elsa Dorlin, Hélène Rouch et Dominique Fougeyrollas (dir.), Le corps, entre sexe et genre, Paris, L’Harmattan, coll. « Bibliothèque du féminisme », 2005, 168 p.
- Elsa Dorlin et Éric Fassin (dir.), Genres et sexualités, Paris, BPI, 2009, 235 p.
- Black Feminism, recueil de textes, Paris, L’Harmattan, coll. « Bibliothèque du féminisme », 2007.
- Sexe, race, classe : pour une épistémologie de la domination, Paris, PUF, coll. « Actuel Marx/Confrontations », 2009.
- Elsa Dorlin et Éric Fassin (dir.), Reproduire le genre, Paris, BPI, 2010, 192 p.
- Isabelle Clair et Elsa Dorlin (dir.), Eleni Varikas : pour une théorie féministe du politique, Paris, Éditions Ixe, 272 pages. Introduction générale La République vue par une étrangère
- Elsa Dorlin et Eva Rodriguez (dir.), Penser avec Donna Haraway, Paris, PUF, coll. « Actuel Marx/Confrontations », 2012, 248 pages.
- Feu ! Abécédaire des féminismes présents, Montreuil, Libertalia, 2021, 736 p.[18]  (ISBN 9782377292226)
- Isabelle Clair et Elsa Dorlin (dir.), Photo de famille. Penser les vies intellectuelles d'un point de vue féministe, Paris, Editions de l'EHESS, 2022, 464 p. https://www.ehess.fr/fr/ouvrage/photo-famille
- Elsa Dorlin (dir.) avec Jean-Pierre Sainton et Mathieu Rigouste, Guadeloupe 67, Massacrer et laisser mourir, Paris, Libertalia, 2023, 160p.